# Onthophagus muelleri
Onthophagus muelleri là một loài bọ cánh cứng trong họ Bọ hung (Scarabaeidae).